# Oveng (Guinea Ecuatorial)
Oveng es una localidad ubicada en el sur de la parte continental de Guinea Ecuatorial perteneciente al municipio de Acurenam.
- Datos: Q102360779